# Francis Magee
Francis Magee (Dublin, 1969. június 7. –) ír színész.

## Élete és pályafutása
A londoni The Poor Schoolban tanulta a színészmesterséget, 1993 óta játszik filmekben. 2011 és 2013 között a Nickelodeon-on futó Anubisz házának rejtélyei című sorozatban tűnt fel.

## Filmográfia

### Film
| Év   | Magyar cím                             | Eredeti cím                  | Szerep              | Magyar hang   |
| ---- | -------------------------------------- | ---------------------------- | ------------------- | ------------- |
| 1995 |                                        | The Hurting                  | Wease               |               |
| 1998 | Újra a régi                            | Still Crazy                  | Hockney             |               |
| 1998 |                                        | Written in Blood             | Dr. McRayer         |               |
| 2000 | Hívószó                                | The Calling                  | Carmac              |               |
| 2002 |                                        | Butterfly Man                | Joey                |               |
| 2003 | Űzött vad                              | I'll Sleep When I'm Dead     | Algar / Foreman     |               |
| 2004 | Torta                                  | Layer Cake                   | Csónakos Paul       |               |
| 2005 | Szahara                                | Sahara                       | Fuse Cutter         |               |
| 2008 |                                        | The Crew                     | Dermot              |               |
| 2009 |                                        | London River                 | felügyelő           |               |
| 2009 | A vérdíj                               | Perrier's Bounty             | Hank                | Élő Balázs    |
| 2010 | Kisvárosi Rock ’n’ Roll                | Cemetery Junction            | Mr. Pearson         | Rosta Sándor  |
| 2010 | Brightoni szikla                       | Brighton Rock                | fotós               |               |
| 2013 | Istenek kalapácsa                      | Hammer of the Gods           | Ulric, a krónikás   | Mikula Sándor |
| 2014 | Tiltott táncok                         | Jimmy's Hall                 | Mossie              | Gáspár Sándor |
| 2014 |                                        | Glory Days                   | Jake Murphy         |               |
| 2014 | Jóemberek                              | Good People                  | Ben Tuttrle         |               |
| 2014 |                                        | Blood Cells                  | Cormac              |               |
| 2016 | Zsivány Egyes – Egy Star Wars-történet | Rogue One: A Star Wars Story | Jav Mefran          |               |
| 2017 | Az Igazság Ligája                      | Justice League               | Ancient King of Men |               |
| 2018 |                                        | The Dig                      | Murphy              |               |
| 2018 |                                        | I Made This for You          | apa                 |               |
| 2018 |                                        | Winterlong                   | Francis             |               |
| 2021 | Zack Snyder: Az Igazság Ligája         | Zack Snyder's Justice League | Ancient King of Men |               |
| 2021 |                                        | A Viagem de Pedro            | Talbot parancsnok   |               |
| 2022 |                                        | As A Prelude to Fear         | Barnbrook           |               |
| 2023 |                                        | My House                     | Don                 |               |